# Canal Salso

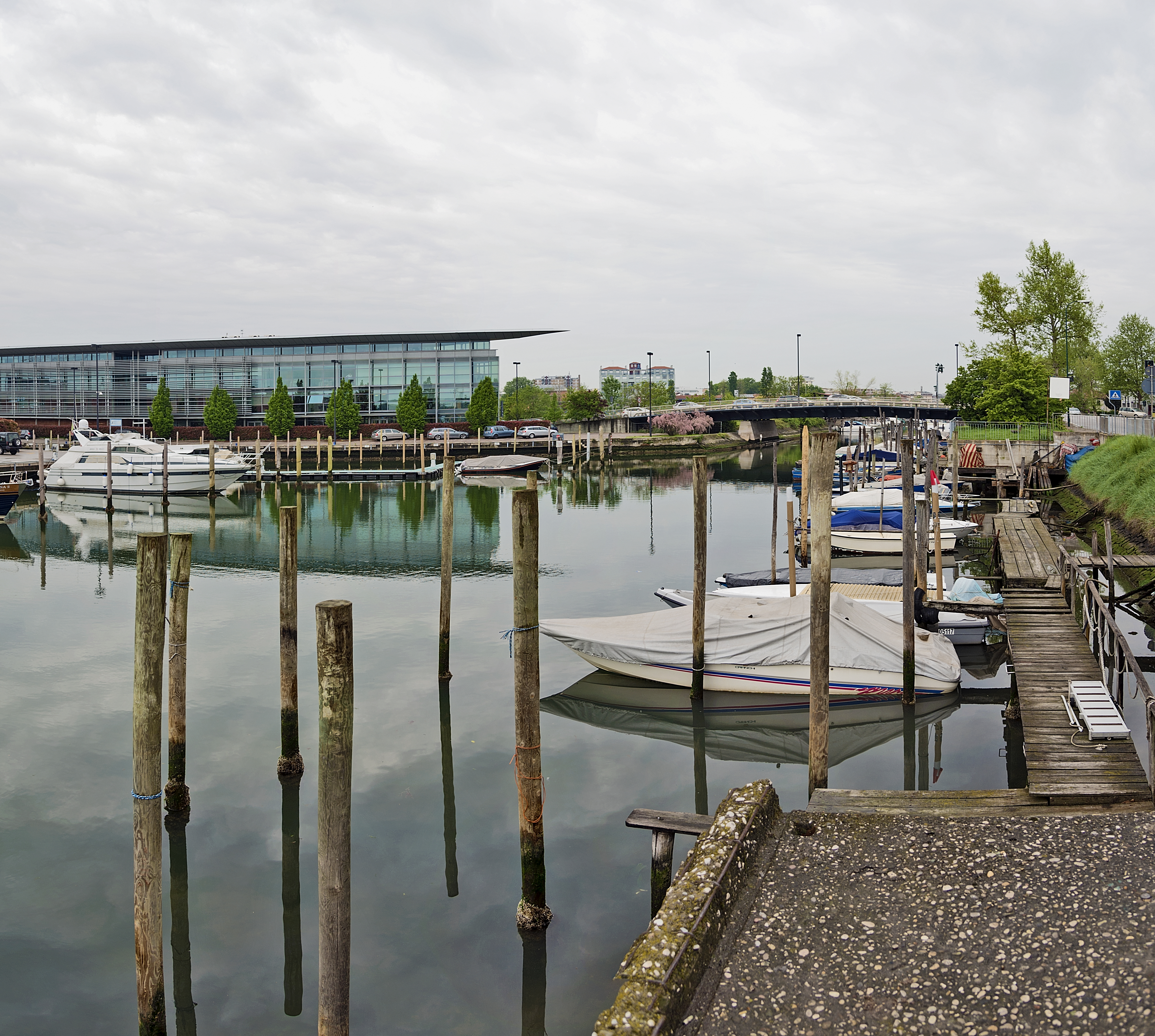
Il canale all'altezza di via Forte Marghera.

Il canal Salso è un corso d'acqua artificiale che mette in comunicazione il centro di Mestre con la Laguna Veneta, sfociando in località San Giuliano.
Fu scavato nel 1361 dalla Serenissima poco dopo la conquista della Marca Trevigiana (a cui il territorio di Mestre apparteneva) e per la realizzazione dell'opera, chiamata in origine fossa o cava Gradeniga, fu probabilmente sfruttato il vecchio letto del Musone. Scopo principale era l'apertura di un nuovo collegamento fluviale tra Mestre e la Laguna alternativo al Marzenego, via d'acqua molto sfruttata ma scomoda per la tortuosità e la distanza dal centro. Il canale rappresentò così l'inizio della decadenza del porto di Cavergnago che si trovava proprio sulle foci del Marzenego.
Oltre che per le attività commerciali il canale aveva anche un'importanza strategica per la capacità di Venezia di difendere i suoi territori, permettendo di far arrivare velocemente le sue truppe in terraferma, in caso di bisogno.
Originariamente il Canal Salso terminava presso l'attuale piazza XXVII Ottobre , per questo motivo ancor oggi conosciuta come piazza Barche. 
L'importanza di questo canale si vede anche attraverso il permesso del Consiglio dei Dieci di lasciar fondare la scuola di S. Andrea a Cannaregio ai barcaioli che lavoravano nel Canal Salso.
Nel 1385 venne costruita la torre di Marghera come baluardo di vedetta e controllo delle merci e passeggeri che transitavano per il canale.
Il canale era soggetto all'autorità centrale che periodicamente lo scavava e riparava le sponde.
Dopo il periodo veneziano il canale fu soggetto all'autorità austriaca e successivamente all'unione d'Italia al Genio Civile
Con l'apertura, nel 1846, del ponte Translagunare il trasporto su rotaie ebbe la meglio su quello via acqua. Il Canal Salso fu ancora utilizzato da fruttivendoli e contadini che portavano i loro prodotti a Venezia e da alcune industrie sorte sulle sue rive, peraltro chiuse o trasferite in seguito alla realizzazione di Porto Marghera; mentre il deposito carbonifero che riforniva Venezia di carbone sopravvisse fino a quando il gas di città soppiantò il carbone nel riscaldamento, ed i magazzini generali (oggi sostituiti da un grande albergo).
Nel 1933 a seguito della realizzazione di Corso del Popolo e poi ancora nel secondo dopoguerra, il suo tratto iniziale fu interrato per la realizzazione dalle attuali vie Guglielmo Pepe e Forte Marghera. Attualmente il Canal Salso è utilizzato esclusivamente da piccole imbarcazioni di privati che vogliono raggiungere la laguna da Mestre e dal mercato ortofrutticolo all'ingrosso.

## Il traghetto delle barche di Mestre
Dopo la caduta della Repubblica nel 1806 l'amministrazione francese diede nuove regole al traffico delle barche dal Canal Salso a Venezia facendo così nascere il traghetto delle barche di Mestre. Il sistema era retto da due emendamenti emanati nel 1813 e nel 1817.
Sotto il dominio austriaco il Comune di Mestre venne esautorato dal controllo amministrativo e politico sul traghetto, la gestione venne invece affidato ad Angelo Bembo che doveva rispondere solo a Venezia.
Nel 1829, alla sua morte, venne sostituito da suo nipote Ermenegildo De Franchi. 
Per agevolare il controllo delle barche nel 1820 venne istituito un alloggio per le guardie governative, che verrà ampliato in seguito permettendo di ottenere anche una piccola cella di fermo.
Dopo l'annessione all'Italia, nel 1874 vennero emanati i nuovi regolamenti per i barcaioli addetti al traghetto, il Comune di Venezia confermò la concessione degli approdi alla rive dell'Ogio e a Cannaregio. In questo nuovo regolamento la tassa sulla navigazione rimase attiva fino al 1879.
Nel 1868 venne inaugurata la prima linea di traghetto a motore da Piazza Barche a Venezia, ma la costruzione della ferrovia e l'avvio della linea del tram furono le cause responsabili del declino del traghetto e della sua definitiva chiusura.